# Proteza wzroku

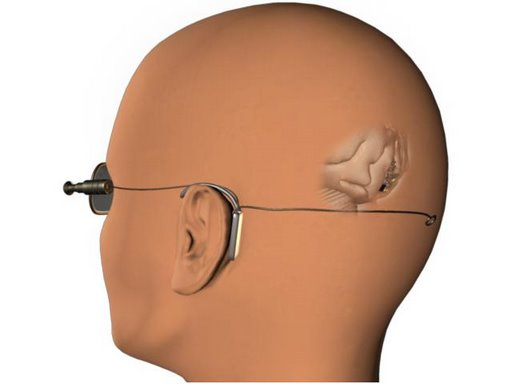
The Visual Cortical Implant.

Proteza wzroku (ang. visual prosthesis) – eksperymentalne urządzenie wzorowane na implancie ślimakowym, który jest rodzajem neuroprotezy stosowanym od połowy lat osiemdziesiątych XX wieku. W badaniach naukowych od lat pięćdziesiątych tego wieku podejmowano próby stworzenia elektronicznych interfejsów na poziomie siatkówki, nerwu wzrokowego, wzgórza i kory mózgowej. Protezy wzrokowe, które zostały wszczepione u pacjentów na całym świecie dowiodły słuszności co do ich zasady konstrukcji, ale jeszcze nie oferują normalnej ostrości wzroku. Po przypadkowej śmierci w wyniku neuroinfekcji jednego z wolontariuszy w latach dziewięćdziesiątych, większość badań protez wzrokowych została wstrzymana. Do najbardziej obiecujących kontynuowanych projektów należą m.in.:
- nasiatkówkowa proteza Argus, stworzona w latach dziewięćdziesiątych XX wieku przez doktorów: Marka Humayun i Eugene DeJuan z Doheny Eye Institute,

- oko Dobelle'a[1],

- wzrokowy implant korowy doktora Mohamada Sawana z Polystim Neurotechnologies Laboratory w Montrealu.